# América Móvil
América Móvil je nadnárodní telekomunikační společnost se sídlem v Mexiku. Společnost provozuje mobilní telefonii, pevné linky a placenou televizi v 18 státech Severní a Jižní Ameriky. V oblasti mobilní telefonie obsluhuje přes 260 milionů zákazníků, čímž v tomto oboru patří mezi největší na světě. Mezi hlavní trhy společnosti patří Mexiko, Brazílie a Kolumbie. V roce 2013 měla společnost obrat 768,1 mld. MXN, čímž byla druhou největší mexickou společností podle obratu hned po státní ropné společnosti PEMEX.
Společnost v různých státech používá značky Telcel, Telmex, Claro, TracFone a SimpleMobile.
Společnost vydala tří třídy akcií: A, AA a L. Akcie jsou obchodovány na Mexická burze (L,A), Madridské burze (L), Newyorské burze (L) a NASDAQ (A).